# György Konrád
Pour les articles homonymes, voir Konrad.
Dans le nom hongrois Konrád György, le nom de famille précède le prénom, mais cet article utilise l’ordre habituel en français György Konrád, où le prénom précède le nom.
György (George) Konrád, né le 2 avril 1933 à Debrecen et mort le 13 septembre 2019 à Budapest, est un romancier hongrois, connu comme défenseur des libertés individuelles. Il était dissident sous le régime communiste.

## Biographie
György Konrád est né à Debrecen dans une famille juive aisée. En 1951, après ses études dans un lycée de Budapest, il entre à l'Institut Lénine et fait des études de littérature, de sociologie et de psychologie à l'université Loránd Eötvös. En 1956 il participe à l'insurrection de Budapest contre l'occupation soviétique mais ne tue personne bien qu'il ait une mitraillette.
Travaillant à l'institut de planification urbaine de Budapest, puis à l'institut académique pour les bourses littéraires, il se heurte au système politique et perd son emploi. En 1976, il est emprisonné pendant quelques jours. Il sera banni de toute publication jusqu'au changement de régime en 1989.
De 1982 à 1984 il vit à Berlin.
En 1990, il est élu président du PEN club international et reçoit le prix Kossuth. En 1991 il est élu membre de l'Académie des arts de Berlin, dont il sera le président de 1997 à 2003.
Auteur d'une dizaine de romans traduits dans une quinzaine de langues (dont cinq en français), il a également publié des essais politiques et sociologiques. L'un des plus grands romans de Konrád est Le Visiteur, un portrait blafard de la souffrance dans la société moderne urbaine industrielle, écrit du point de vue d'un fonctionnaire des services sociaux.

## Distinctions
- 1985 : prix européen de l'essai Charles Veillon
- 1990 : Doctorat honoris causa de l'université d'Anvers[3]
- 2001 : prix international Charlemagne
- 2003 : croix de commandeur de l'ordre du Mérite de la République fédérale d'Allemagne (Großes Verdienstkreuz)